# Râul Capra, Motru
Râul Capra este un curs de apă, afluent al râului Motrul Sec. 